# Tekken
Pour les articles homonymes, voir Tekken (homonymie).
Tekken (鉄拳, Iron Fist) est une série de jeux vidéo de combat en 3D. Apparue en 1994, elle est traditionnellement développée par Namco pour borne d'arcade puis adaptée sur les consoles de salon, initialement sur PlayStation. Des versions portables voient également le jour.
Le dernier jeu en date, Tekken 8, sort le 26 janvier 2024 sur PlayStation 5, Xbox Series et PC.
En 2010, une adaptation cinématographique voit le jour, sous le nom simple de Tekken. En mars 2022, Netflix annonce une série animée dédiée à la licence de jeux sous le titre Tekken: Bloodline.
En mars 2015, la franchise Tekken compte 44 millions de jeux vendus,.

## Système de jeu
Comme dans la plupart des jeux de combat, le joueur choisit un personnage et affronte son adversaire en duel. Les personnages se battent avec leur propre art martial, où l'on retrouve notamment les personnages iconiques de la saga : Kazuya et Heihachi Mishima qui maitrisent le karaté, Paul Phoenix le judo ou encore Forest Law, le jeet kune do. La série Tekken se compose de plusieurs modes de jeu, avec de nouveaux modes qui viennent se greffer à la série au fil des épisodes. Les épisodes comprennent les modes classiques : le mode « Histoire », « Duel », « Versus », « Contre-la-montre », « Survie », « Équipe », « Entraînement », «Force Tekken » et « Bowling »,,. Du premier Tekken jusqu'au cinquième épisode, le joueur affronte une série d'adversaires gérée par l'ordinateur ou soit contre un autre joueur. Le mode en ligne vient s'ajouter avec Tekken 5: Dark Resurrection sur PlayStation 3, le jeu est doté d'un système de classement avec plusieurs grades pour différencier le niveau des joueurs.
Dans le premier Tekken, le joueur ne pouvait bloquer les attaques que manuellement. Dans Tekken 2, le système de blocage évolue, le joueur peut bloquer une attaque en restant immobile. Les personnages debout bloquent les attaques hautes et les attaques moyennes, tandis que les personnages accroupis esquivent les attaques hautes et en bloquent les basses. Le système permet également au joueur de contrer un adversaire accroupi en exécutant un coup moyen normal. Tekken 3 instaure un nouveau système d'esquive, où le joueur peut réaliser des pas de côté soit vers le bas, soit vers le haut du décor pour éviter un coup. Les pas de côté permettent d'exécuter de nouvelles projections sur les côtés gauches et droits de l'adversaire. Tekken 4 évolue encore dans le gameplay, le titre offre de nouvelles arènes conçues totalement en 3D où les combattants sont délimités par des murs et où certains éléments du décor sont destructibles,. Tekken 5 opte toujours pour des arènes entre quatre murs, mais y mêle aussi les arènes infinies, sans obstacle.
Tekken 6 conserve une grande partie du design de Tekken 5 mais inclut un nouveau mode Rage, qui s'active lorsque le personnage dont la barre de vie est proche du KO, il voit ainsi ses dégâts doublés. De nouveaux mouvements sont également ajoutés aux coups portés, les « Bound Hits », qui permettent au joueur d'enchaîner davantage de combos. Tekken 6 possède des arènes dont les sols et les murs sont destructibles, ce qui amène le joueur dans une nouvelle zone de combat.

## HistoireTekken
Les tournois du King of Iron Fist Tournament sont organisés par la Mishima Zaibatsu, dirigée par différents membres de la famille Mishima selon les jeux. Le vainqueur du tournoi ne reçoit rien de moins que le contrôle total de la multinationale japonaise, et la fortune qui va avec. Bien que certains combattants participent dans le seul but de prouver leur force, nombre d'entre eux y règlent leurs conflits personnels.
C'est d'ailleurs l'une des véritables raisons de l'apparition de ces tournois : la rivalité entre Kazuya Mishima et son père, Heihachi. Ce dernier a organisé le premier King of Iron Fist Tournament pour mettre à l'épreuve Kazuya, possédé par un démon depuis son enfance à la suite d'un accident provoqué par Heihachi. Kazuya gagne ce tournoi, jette son père inanimé dans un profond ravin, et prendra la tête de la société.
Tekken 2
Heihachi survit à la chute et parvient pourtant à se hisser hors du gouffre par la seule force de ses bras, et jure vengeance. Entendant la nouvelle du retour de son père, Kazuya organise le 2e King of Iron Fist Tournament, qui se conclura par un nouveau duel entre les deux hommes au sommet d'un volcan, remporté par Heihachi. Heihachi précipitera son fils dans le volcan avant de reprendre la Mishima Zaibatsu en main.
Tekken 3
Seize ans ont passé, un jeune homme se présente à la Mishima Zaibatsu comme étant Jin Kazama, fils de Kazuya et Jun Kazama, qui s'étaient rencontrés durant le précédent tournoi. Heihachi accepte de le former, et en deux ans, Jin atteint un niveau exceptionnel. Alors que le Dieu du Combat, Ogre, est de retour et décime ses Tekken Forces, Heihachi lance 18 ans après le second tournoi, le 3e King of Iron Fist Tournament, en utilisant Jin comme appât pour le Dieu. Le tournoi se conclut par une finale entre Paul Phoenix et Jin contre Ogre, qui vaincu, prendra sa vraie forme, et sera terrassé définitivement par Jin seul. Celui-ci est donc déclaré vainqueur du 3e tournoi, mais Heihachi l'a mis en fuite en tentant de le tuer. Jin survit en utilisant les pouvoirs du démon qui était en lui.
Tekken 4
Deux ans plus tard, Heihachi, toujours à la tête de la Mishima Zaibatsu, lance le 4e King of Iron Fist Tournament. En effet, lors d'une attaque d'un laboratoire de la G Corporation, rivale de la Mishima Zaibatsu, par les Tekken Forces, Heihachi a vu Kazuya vivant. Son corps avait été récupéré par la G Corporation, qui l'a ressuscité. Parallèlement à cela, les recherches du docteur Abel ont montré que pour obtenir les pouvoirs démoniaques que Heihachi désire, il doit posséder le Gène diabolique, qu'ont Kazuya et Jin, introuvable depuis ces deux années. Le tournoi n'est donc qu'une invitation pour Kazuya. Au terme du tournoi, Jin est enlevé par les Tekken Forces avant la demi-finale qui devait l'opposer à son père, et est donc déclaré forfait. Kazuya retrouve donc Heihachi en finale. Heihachi gagne le combat et conserve donc la Mishima Zaibatsu. Comme il l'avait promis, Heihachi mène Kazuya au temple de Hon-maru, où Jin est détenu. Jin finit par s'enfuir en mettant K.O. son père et son grand-père.
Tekken 5
Peu après le départ de Jin, des Jack-4, robots de la G Corporation attaquèrent Kazuya et Heihachi à peine réveillés de l'attaque de Jin. Kazuya prend la fuite et laisse Heihachi et le temple se faire exploser par les Jack-4, Heihachi est donc déclaré mort. Pourtant, quelqu'un prend le pouvoir de la Mishima Zaibatsu et deux mois après, lance le 5e King of Iron Fist Tournament. Jin, Kazuya et Heihachi, qui ont survécu, s'inscrivent. Jin arrivera en finale et vaincra l'organisateur : Jinpachi Mishima, le père de Heihachi, enfermé dans les fondations de Hon-maru par son fils qui voulait le contrôle de la Zaibatsu. Proche de la mort, il fut lui aussi possédé par un démon (c'est ce qui lui permit de vivre plus de vingt ans sous le temple), mais le démon prenait peu à peu le contrôle de son corps, et Jinpachi a organisé le tournoi dans un dernier moment de conscience, espérant trouver quelqu'un qui puisse l'arrêter. À l'issue du tournoi, Jin fut plus rapide que Kazuya et put battre son arrière-grand-père, Jinpachi. Ce dernier meurt peu après le combat, sans savoir que Jin est lui-même possédé par un démon semblable au sien. Jin est donc déclaré vainqueur de ce 5e tournoi.
Tekken 6
Jin prend enfin le contrôle de la Mishima Zaibatsu, et commence alors un règne de terreur. Recrutant parmi les meilleurs combattants, il lance des assauts partout dans le monde, pour finalement déclarer la guerre au monde entier en tant que pays indépendant. Seule la G Corporation, dirigée désormais par Kazuya qui s'est débarrassé de tous ceux qui l'avaient trahi, peut lui faire face. Kazuya met une récompense à toute personne qui puisse lui ramener Jin vivant. En réponse, Jin annonce le 6e King of Iron Fist Tournament. Cependant, la guerre entre le père et le fils faisait partie du plan d'une entité bien connue d'Ogre : Azazel, le Dieu des Ténèbres et démon à l'origine du Gène démoniaque. En effet, Jin était persuadé que provoquer le chaos dans le monde permettrait au démon de puiser dans cette énergie négative pour se manifester physiquement afin de le tuer pour se libérer du Devil Gene. Quand Azazel se réveille, Jin se rend dans le temple et l'affronte, mais malgré sa victoire, quand Raven le récupère inconscient, le Devil Gene est encore présent.
Tekken 7
Après la disparition de Jin, Heihachi a repris la direction de la Mishima Zaibatsu et veut désormais prendre le contrôle du Devil Gene. Il échoue à récupérer Jin, protégé par ses oncles Lars et Lee, et tente donc de s'en prendre à Kazuya. Pour se justifier, Heihachi explique qu'il se voit comme un libérateur, combattant les porteurs du Devil Gene après avoir vu sa femme Kazumi développer une double personnalité démoniaque peu après la naissance de Kazuya, sans autre choix que de la tuer. Leur dernier affrontement a lieu au cœur d'un volcan en éruption et se termine sur la victoire de Kazuya, qui jette le corps de son père dans la lave en fusion, mettant fin à la malédiction de la lignée Mishima.
Tekken 8
Jin revient en première ligne du combat contre Kazuya au sein de la G Corporation, accompagné de Lars, Lee et Alisa. Il essuie un lourd échec qui se solde par des milliers de morts à Manhattan par un Kazuya sous forme démoniaque, qui annonce un nouveau tournoi, en fait un nouveau piège pour attirer Zafina, la prêtresse qui a enfermé Azazel dans son bras gauche après le combat contre Jin. Parmi les participants, Reina, une jeune femme inconnue, intrigue Jin. Le chaos du tournoi libère Azazel et Kazuya parvient à l'enfermer dans son corps, sans totalement le maîtriser. Jin doit alors retourner sur les lieux de son enfance pour se libérer de ses peurs qui l'empêchent d'utiliser son plein pouvoir. Un nouveau combat entre Kazuya et Jin, en pleine possession de leurs puissances, a lieu et leurs pouvoirs s'annulent mutuellement, avant que Jin ne prenne l'avantage en utilisant le karaté de style Mishima auquel il avait renoncé. Le monde se croit libéré de l'influence d'Azazel, mais Reina, qui a affronté le démon et perdu, reprend conscience et découvre ses pouvoirs du Devil Gene, comme fille de Heihachi Mishima.

## Épisodes
La série comprend dix-huit épisodes au total : huit épisodes principaux (et leurs versions arcades respectives), cinq adaptations, deux épisodes Team Battle, un crossover et deux free-to-play.
- Tekken (1994-1995) (PlayStation)
- Tekken 2 (1995-1996) (PlayStation)
- Tekken 3 (1997-1998) (PlayStation)
- Tekken Tag Tournament (1999-2000) (PlayStation 2)
- Tekken Advance (2001-2002) (Game Boy Advance)
- Tekken 4 (2001-2002) (PlayStation 2)
- Tekken 5 (2004-2005) (PlayStation 2)
  - Tekken 5: Dark Resurrection (2005-2006) (PlayStation 3, PlayStation Portable)
- Tekken 6 (2007-2008) (PlayStation 3, Xbox 360, PlayStation Portable)
  - Tekken 6: Bloodline Rebellion (2008-2009) (PlayStation 3, Xbox 360, PlayStation Portable)
  - Tekken 3D: Prime Edition (2012) (Nintendo 3DS)
- Tekken Tag Tournament 2 (2011-2012) (PlayStation 3, Xbox 360, Wii U, Arcade)
- Street Fighter X Tekken (2012) (PlayStation 3, Xbox 360, PlayStation Vita, PC)
- Tekken Revolution (2013 / fermé en 2017) (PlayStation 3)
- Tekken 7 (2015-2017) (PlayStation 4, Xbox One, PC)
  - Tekken 7: Fated Retribution (2016) (Arcade)
- Tekken Mobile (2018 / fermé en 2019) (iOS, Android)
- Tekken 8 (2024) (PlayStation 5, Xbox Series, PC)

Un deuxième crossover connu sous le nom de Tekken X Street Fighter, annoncé en même temps que Street Fighter X Tekken, est initialement prévu pour sortir sur PlayStation 3 et Xbox 360. Toutefois, son développement est stoppé en 2016.
| Titre                      | Arcade        | Arcade         | Sorties initiales | Sorties initiales          | Sorties initiales           | Sorties initiales          | Réf    |
| Titre                      | Namco         | Sortie         | PS                | Japon                      | Amérique du Nord            | Europe                     | Réf    |
| -------------------------- | ------------- | -------------- | ----------------- | -------------------------- | --------------------------- | -------------------------- | ------ |
| Tekken                     | System 11     | 9 déc. 1994    | PSX               | SLPS-00040 : 31 mars 1995  | SLUS-00006 : 8 nov. 1995    | SCES-00005 : 3 nov. 1995   | ,      |
| Tekken 2                   | System 11     | 3 août 1995    | PSX               | SLPS-00300 : 29 mars 1996  | SLUS-00213 : 27 août 1996   | SCES-00255 : 2 oct. 1996   | ,      |
| Tekken 3                   | System 12     | 20 mars 1997   | PSX               | SLPS-01300 : 26 mars 1998  | SLUS-00402 : 29 avril 1998  | SCES-01237 : 11 sept. 1998 | ,      |
| Tekken 4                   | System 246    | juillet 2001   | PS2               | SLPS-25100 : 28 mars 2002  | SLUS-20328 : 23 sept. 2002  | SCES-50878 : 18 sept. 2002 | ,      |
| Tekken 5                   | System 256    | 1er sept. 2004 | PS2               | SLPS-25510 : 31 mars 2005  | SLUS-21059 : 25 fév. 2005   | SCES-53202 : 24 juin 2005  | ,      |
| Tekken 5 Dark Ressurection | System 256    | 23 sept. 2005  | PSP               | ULJS-00048 : 6 juill. 2006 | ULUS-10139 : 25 juill. 2006 | UCES-00356 : 15 sept. 2006 | [ 30 ] |
| Tekken 6                   | System 357    | 26 nov. 2007   | PS3               | BLJS-10067 : 29 oct. 2009  | BLUS-30359 : 27 oct. 2009   | BLES-00635 : 30 oct. 2009  | ,      |
| Tekken 7                   | System ES3    | 18 mars 2015   | PS4               | CUSA-05798 : 2 juin 2017   | CUSA-05972 : 2 juin 2017    | CUSA-06014 : 2 juin 2017   | ,      |
| Tekken 8                   | Aucune sortie | Aucune sortie  | PS5               | 26 janvier 2024            | 26 janvier 2024             | 26 janvier 2024            |        |
| Hors-série                 |               |                |                   |                            |                             |                            |        |
| Tekken Tag Tournament      | System 12     | juin 1999      | PS2               | SLPS-20015 : 30 mars 2000  | SLUS-20001 : 26 oct. 2000   | SCES-50001 : 24 nov. 2000  | ,      |
| Tekken Tag Tournament 2    | System 369    | 14 sept. 2011  | PS3               | BLJS-10187 : 13 sept. 2011 | BLUS-31002 : 11 sept. 2011  | BLES-01702 : 14 sept. 2011 | ,      |

## Adaptations
- Tekken: The Motion Picture : OAV sorti en 1998. L'histoire suit la vengeance de Kazuya Mishima contre son père Heihachi Mishima.
- Tekken : adaptation Live Action sorti en 2010. Le film se concentre sur Jin Kazama qui entre dans le King of Iron Fist Tournament.
- Tekken: Blood Vengeance : film d'animation sorti en 2011. L'histoire, canonique, se déroule entre Tekken 5 et Tekken 6.
- Tekken 2: Kazuya's Revenge : adaptation sortie en 2014. Il s'agit de la préquelle du film de 2010 centré sur Kazuya Mishima.
- Tekken: Bloodline : série animée par Netflix en 2022.

## Liste des personnages
Le tableau suivant présente l'ensemble des 99 personnages jouables dans la série Tekken, listé par épisode, et ne prend pas en compte les personnages de la série étant simplement cité ou apparaissant dans les cinématiques.
| Personnages           | T1 | T2 | T3 | TTT | T4 | T5 | T5:DR | T6 | TTT2 | SFxT | TR | T7  | TM | T8  |
| --------------------- | -- | -- | -- | --- | -- | -- | ----- | -- | ---- | ---- | -- | --- | -- | --- |
| Akuma                 |    |    |    |     |    |    |       |    |      | SFxT |    | T7  | TM |     |
| Alex                  |    | T2 |    | TTT |    |    |       |    | TTT2 |      |    |     | TM |     |
| Alisa Boskonovitch    |    |    |    |     |    |    |       | T6 | TTT2 | DLC  | TR | T7  |    | T8  |
| Angel                 |    | T2 |    | TTT |    |    |       |    | TTT2 |      |    |     |    |     |
| Anna Williams         | T1 | T2 | T3 | TTT |    | T5 | T5:DR | T6 | TTT2 |      |    | DLC | TM | DLC |
| Armor King            | T1 | T2 |    | TTT |    |    |       |    |      |      |    |     |    |     |
| Armor King II         |    |    |    |     |    |    | T5:DR | T6 | TTT2 |      | TR | DLC |    |     |
| Asuka Kazama          |    |    |    |     |    | T5 | T5:DR | T6 | TTT2 | SFxT | TR | T7  | TM | T8  |
| Azucena               |    |    |    |     |    |    |       |    |      |      |    |     |    | T8  |
| Baek Doo San          |    | T2 |    | TTT |    | T5 | T5:DR | T6 | TTT2 |      |    |     |    |     |
| Bob Richards          |    |    |    |     |    |    |       | T6 | TTT2 | SFxT | TR | T7  | TM |     |
| Dr. Boskonovitch      |    |    | T3 |     |    |    |       |    | TTT2 |      |    |     |    |     |
| Bruce Irvin           |    | T2 |    | TTT |    | T5 | T5:DR | T6 | TTT2 |      |    |     | TM |     |
| Bryan Fury            |    |    | T3 | TTT | T4 | T5 | T5:DR | T6 | TTT2 | DLC  | TR | T7  | TM | T8  |
| Christie Monteiro     |    |    |    |     | T4 | T5 | T5:DR | T6 | TTT2 | DLC  | TR |     | TM |     |
| Claudio Serafino      |    |    |    |     |    |    |       |    |      |      |    | T7  |    | T8  |
| Combot                |    |    |    |     | T4 |    |       |    | TTT2 |      |    |     |    |     |
| Craig Marduk          |    |    |    |     | T4 | T5 | T5:DR | T6 | TTT2 | SFxT |    | DLC | TM |     |
| Devil Jin             |    |    |    |     |    | T5 | T5:DR | T6 | TTT2 |      | TR | T7  |    | T8  |
| Devil Kazuya          | T1 | T2 |    | TTT |    |    |       |    | TTT2 |      | TR | T7  |    | T8  |
| Eddy Gordo            |    |    | T3 | TTT | T4 | T5 | T5:DR | T6 | TTT2 |      |    | T7  |    | DLC |
| Eliza                 |    |    |    |     |    |    |       |    |      |      | TR | DLC | TM |     |
| Fahkumram             |    |    |    |     |    |    |       |    |      |      |    | DLC |    |     |
| Feng Wei              |    |    |    |     |    | T5 | T5:DR | T6 | TTT2 |      | TR | T7  | TM | T8  |
| Forest Law            |    |    | T3 | TTT |    |    |       |    | TTT2 |      |    |     |    |     |
| Ganryu                | T1 | T2 |    | TTT |    | T5 | T5:DR | T6 | TTT2 |      |    | DLC |    |     |
| Geese Howard          |    |    |    |     |    |    |       |    |      |      |    | DLC |    |     |
| Gigas                 |    |    |    |     |    |    |       |    |      |      |    | T7  |    |     |
| Gon                   |    |    | T3 |     |    |    |       |    |      |      |    |     |    |     |
| Gun Jack              |    |    | T3 | TTT |    |    |       |    |      |      |    |     |    |     |
| Heihachi Mishima      | T1 | T2 | T3 | TTT | T4 | T5 | T5:DR | T6 | TTT2 | SFxT | TR | T7  |    | DLC |
| Hwoarang              |    |    | T3 | TTT | T4 | T5 | T5:DR | T6 | TTT2 | SFxT | TR | T7  |    | T8  |
| Isaak                 |    |    |    |     |    |    |       |    |      |      |    |     | TM |     |
| Jack                  | T1 |    |    |     |    |    |       |    |      |      |    |     |    |     |
| Jack-2                |    | T2 | T3 | TTT |    |    |       |    |      |      |    |     |    |     |
| Jack-5                |    |    |    |     |    | T5 | T5:DR |    |      |      |    |     |    |     |
| Jack-6                |    |    |    |     |    |    |       | T6 | TTT2 |      | TR |     |    |     |
| Jack-7                |    |    |    |     |    |    |       |    |      |      |    | T7  |    |     |
| Jack-8                |    |    |    |     |    |    |       |    |      |      |    |     |    | T8  |
| Jack-X                |    |    |    |     |    |    |       |    |      | DLC  |    |     |    |     |
| Jaycee (Julia Chang)  |    |    |    |     |    |    |       |    | TTT2 |      |    |     |    |     |
| Jin Kazama            |    |    | T3 | TTT | T4 | T5 | T5:DR | T6 | TTT2 | SFxT | TR | T7  | TM | T8  |
| Jinpachi Mishima      |    |    |    |     |    |    | T5:DR |    | TTT2 |      | TR |     |    |     |
| Josie Rizal           |    |    |    |     |    |    |       |    |      |      |    | T7  |    |     |
| Julia Chang           |    |    | T3 | TTT | T4 | T5 | T5:DR | T6 | TTT2 | SFxT | TR | DLC |    |     |
| Jun Kazama            |    | T2 |    | TTT |    |    |       |    | TTT2 |      | TR |     |    | T8  |
| Katarina Alves        |    |    |    |     |    |    |       |    |      |      |    | T7  | TM |     |
| Kazumi Mishima        |    |    |    |     |    |    |       |    |      |      |    | T7  |    |     |
| Kazuya Mishima        | T1 | T2 |    | TTT | T4 | T5 | T5:DR | T6 | TTT2 | SFxT | TR | T7  | TM | T8  |
| King                  | T1 | T2 |    |     |    |    |       |    |      |      |    |     |    |     |
| King II               |    |    | T3 | TTT | T4 | T5 | T5:DR | T6 | TTT2 | SFxT | TR | T7  | TM | T8  |
| Kuma 1st              | T1 | T2 |    |     |    |    |       |    |      |      |    |     |    |     |
| Kuma 2nd              |    |    | T3 | TTT | T4 | T5 | T5:DR | T6 | TTT2 | SFxT | TR | T7  |    | T8  |
| Kunimitsu (mère)      | T1 | T2 |    | TTT |    |    |       |    | TTT2 |      | TR |     |    |     |
| Kunimitsu (fille)     |    |    |    |     |    |    |       |    |      |      |    | DLC |    |     |
| Lars Alexandersson    |    |    |    |     |    |    |       | T6 | TTT2 | DLC  | TR | T7  |    | T8  |
| Lee Chaolan           | T1 | T2 |    | TTT |    | T5 | T5:DR | T6 | TTT2 |      | TR | T7  | TM | T8  |
| Lei Wulong            |    | T2 | T3 | TTT | T4 | T5 | T5:DR | T6 | TTT2 | DLC  |    | DLC |    |     |
| Leo Kliesen           |    |    |    |     |    |    |       | T6 | TTT2 |      | TR | T7  | TM | T8  |
| Leroy Smith           |    |    |    |     |    |    |       |    |      |      |    | DLC |    | T8  |
| Lidia Sobieska        |    |    |    |     |    |    |       |    |      |      |    | DLC |    | DLC |
| Lili Rochefort        |    |    |    |     |    |    | T5:DR | T6 | TTT2 | SFxT | TR | T7  | TM | T8  |
| Ling Xiaoyu           |    |    | T3 | TTT | T4 | T5 | T5:DR | T6 | TTT2 | SFxT | TR | T7  | TM | T8  |
| Lucky Chloe           |    |    |    |     |    |    |       |    |      |      |    | T7  |    |     |
| Marshall Law          | T1 | T2 |    |     | T4 | T5 | T5:DR | T6 | TTT2 | SFxT | TR | T7  | TM | T8  |
| Master Raven          |    |    |    |     |    |    |       |    |      |      |    | T7  |    |     |
| Michelle Chang        | T1 | T2 |    | TTT |    |    |       |    | TTT2 |      |    |     |    |     |
| Miguel Caballero Rojo |    |    |    |     |    |    |       | T6 | TTT2 |      | TR | T7  | TM |     |
| Miharu Hirano         |    |    |    |     | T4 |    |       |    | TTT2 |      |    |     |    |     |
| Mokujin               |    |    | T3 | TTT |    | T5 | T5:DR | T6 | TTT2 |      | TR |     | TM |     |
| Negan                 |    |    |    |     |    |    |       |    |      |      |    | DLC |    |     |
| Nina Williams         | T1 | T2 | T3 | TTT | T4 | T5 | T5:DR | T6 | TTT2 | SFxT | TR | T7  | TM | T8  |
| Noctis Lucis Caelum   |    |    |    |     |    |    |       |    |      |      |    | DLC |    |     |
| Ogre                  |    |    | T3 | TTT |    |    |       |    | TTT2 | SFxT |    |     |    |     |
| Panda                 |    |    | T3 | TTT | T4 | T5 | T5:DR | T6 | TTT2 |      |    | T7  | TM | T8  |
| Paul Phoenix          | T1 | T2 | T3 | TTT | T4 | T5 | T5:DR | T6 | TTT2 | SFxT | TR | T7  | TM | T8  |
| Prototype Jack        | T1 | T2 |    | TTT |    |    |       |    | TTT2 |      |    |     |    |     |
| Raven                 |    |    |    |     |    | T5 | T5:DR | T6 | TTT2 | SFxT |    |     |    | T8  |
| Reina                 |    |    |    |     |    |    |       |    |      |      |    |     |    | T8  |
| Rodeo (Bo Montana)    |    |    |    |     |    |    |       |    |      |      |    |     | TM |     |
| Roger                 |    | T2 |    | TTT |    | T5 | T5:DR |    |      |      |    |     |    |     |
| Roger Jr              |    |    |    |     |    | T5 | T5:DR | T6 | TTT2 |      |    |     |    |     |
| Ruby                  |    |    |    |     |    |    |       |    |      |      |    |     | TM |     |
| Sebastian             |    |    |    |     |    |    |       |    | TTT2 |      |    |     |    |     |
| Sergei Dragunov       |    |    |    |     |    |    | T5:DR | T6 | TTT2 |      | TR | T7  | TM | T8  |
| Shaheen               |    |    |    |     |    |    |       |    |      |      |    | T7  | TM | T8  |
| Slim Bob              |    |    |    |     |    |    |       |    | TTT2 |      |    |     |    |     |
| Steve Fox             |    |    |    |     | T4 | T5 | T5:DR | T6 | TTT2 | SFxT | TR | T7  | TM | T8  |
| Tetsujin              |    |    |    | TTT |    |    |       |    |      |      | TR |     | TM |     |
| Tiger Jackson         |    |    | T3 | TTT |    |    |       |    | TTT2 |      |    |     |    |     |
| Tiger Miyagi          |    |    |    |     |    |    |       |    |      |      |    |     | TM |     |
| True Ogre             |    |    | T3 | TTT |    |    |       |    | TTT2 |      | TR |     |    |     |
| Unknown               |    |    |    | TTT |    |    |       |    | TTT2 |      |    |     |    |     |
| Victor Chevalier      |    |    |    |     |    |    |       |    |      |      |    |     |    | T8  |
| Violet (Lee Chaolan)  |    |    |    |     | T4 |    |       |    | TTT2 |      |    | T7  |    |     |
| Wang Jinrei           | T1 | T2 |    | TTT |    | T5 | T5:DR | T6 | TTT2 |      |    |     |    |     |
| Yoshimitsu            | T1 | T2 | T3 | TTT | T4 | T5 | T5:DR | T6 | TTT2 | SFxT |    | T7  |    | T8  |
| Yue                   |    |    |    |     |    |    |       |    |      |      |    |     | TM |     |
| Zafina                |    |    |    |     |    |    |       | T6 | TTT2 |      |    | DLC |    | T8  |

### Personnages provenant d'autres univers
Certains personnages présents dans les jeux de la série proviennent d'autres univers.
- Gon dans Tekken 3
- Akuma de Street Fighter,  Geese Howard de Fatal Fury, Negan de The Walking Dead et Noctis Lucis Caelum de Final Fantasy XV dans Tekken 7
- Clive Rosfield de Final Fantasy XVI dans Tekken 8

### Personnages inclus dans d'autres univers
A l'inverse, certains personnages de la série Tekken ont intégré d'autres univers (en dehors de Street Fighter X Tekken).
- Yoshimitsu dans la série des SoulCalibur
- Heihachi Mishima dans SoulCalibur II
- Heihachi Mishima dans PlayStation All-Stars Battle Royale
- Kazuya Mishima dans Super Smash Bros. Ultimate
- Lars Alexandersson dans Naruto Shippūden: Ultimate Ninja Storm 2
- Devil Jin, Nina Williams et Yoshimitsu dans Brawlhalla[41]
- Heihachi Mishima et Ling Xiaoyu dans Smash Court Tennis Pro Tournament 2